# メヒティルト・フォン・デア・プファルツ

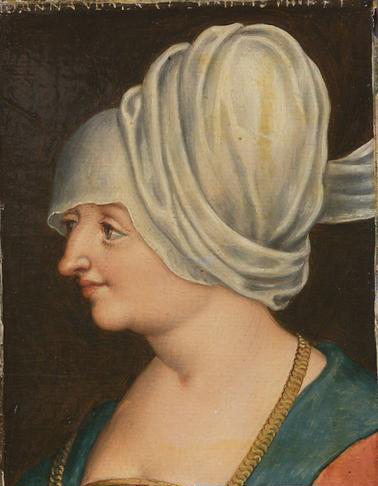
メヒティルト・フォン・デア・プファルツ（16世紀）

メヒティルト・フォン・デア・プファルツ（ドイツ語：Mechthild von der Pfalz, 1419年3月7日 - 1482年8月22日）は、15世紀の文芸の庇護者。

## 生涯
メヒティルトはプファルツ選帝侯ルートヴィヒ3世の娘で、15歳の時にヴュルテンベルク＝ウラッハ伯ルートヴィヒ1世と結婚した。5人の子女が生まれたが、1450年、メヒティルトが31歳の時にルートヴィヒ1世は死去した:143。1452年にオーストリア大公アルブレヒト6世と再婚した。1463年にアルブレヒト6世が死去した後、メヒティルトはロッテンブルク・アム・ネッカーに引退した。この地はメヒティルトが死去するまで文芸の中心地となった。
メヒティルトは愛書家で知られていた。ヤーコプ・ピューテリヒ・フォン・ライヒャーツハウゼン（Jakob Püterich von Reichertshausen）はメヒティルトのために詩を書き、その中でメヒティルトとライヒャーツハウゼンがそれぞれの図書館で収集した全ての本を挙げている。メヒティルトはこの詩の作成のために、ライヒャーツハウゼンに94冊の本のリストを送っているが、それらの本の多くが、ライヒャーツハウゼンがそれまで聞いたことがない本であったという。
1457年、息子エーバーハルト1世とともに、メヒティルトはフライブルク・イム・ブライスガウにフライブルク大学を創設した。1477年にはテュービンゲン大学も息子と共に創設している。
メヒティルトは1482年8月22日に死去し、ギューターシュタインのカルトジオ会修道院に埋葬された:144。

## 子女
ヴュルテンベルク＝ウラッハ伯ルートヴィヒ1世との間に以下の5子をもうけた。
- メヒティルト（1436年以降 - 1495年6月6日） - 1454年にヘッセン方伯ルートヴィヒ2世と結婚
- ルートヴィヒ2世（1439年4月3日 - 1457年11月3日） - ヴュルテンベルク＝ウラッハ伯（1450年 - 1457年）
- アンドレアス（1443年4月11日 - 5月19日）
- エーバーハルト1世（1445年 - 1496年） - ヴュルテンベルク＝ウラッハ伯（1457年 - 1495年）、ヴュルテンベルク公（1495年 - 1496年）
- エリーザベト（1447年10月4日 - 1505年6月3日） - 1470年にザールブリュッケンでナッサウ＝ザールブリュッケン伯ヨハン2世（1423年 - 1472年）と結婚、1474年にシュトルベルク伯ハインリヒ（1436年 - 1511年）と結婚